# Craig Russell (Autor)

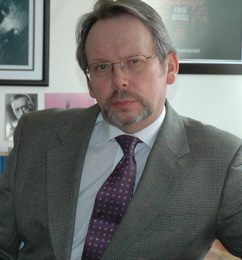
Craig Russell (2009)

Craig Russell (* 1956 im County Fife, Schottland) ist ein britischer Schriftsteller, der vor allem durch seine Thriller-Kriminalromane bekannt ist.

## Leben
Craig Russell war vor seiner Tätigkeit als Schriftsteller Polizist, Werbetexter und Creative Director.
2005 veröffentlichte Russell seinen ersten Kriminalroman Blutadler, in dem der Protagonist ein Hamburger Kriminalhauptkommissar namens Jan Fabel ist. Die Reihe der Fabel-Romane entstand, da Russell nach eigener Aussage seit langem ein Interesse für die deutsche Sprache, Kultur und die Menschen hegt. Er spricht fließend Deutsch und ist viel durch Norddeutschland gereist.
Nach Blutadler erschienen bis 2010 vier weitere Fabel-Romane in Englisch – im Verlag Hutchinson (Random House) – und in deutscher Übersetzung bei Ehrenwirth (Lübbe). Die Reihe wurde zu Hörbüchern verarbeitet, in der deutschen Fassung gelesen von David Nathan. Am 30. Oktober 2010 fand in der ARD die Erstausstrahlung des Krimis Wolfsfährte nach dem gleichnamigen zweiten Fabel-Roman statt. Vier weitere Verfilmungen für die ARD produziert ebenfalls die deutsche Produktionsfirma Tivoli Film der österreichischen Produzenten Thomas Hroch und Gerald Podgornig.
Neben der Fabel-Romanreihe begann Russell mit den Lennox-Romanen eine zweite Romanreihe, die er der Unterwelt von Glasgow in den 1950er Jahren ansiedelte. Diese Reihe erscheint seit 2009. 2014 veröffentlichte er unter dem Pseudonym Christopher Galt den Roman Biblical. In der 2015 erschienenen Paperback-Version erhielt dieser den Titel The Third Testament, wobei Russell auf dem Titel auch als Autor genannt wird.
Russell lebt mit seiner Frau und zwei Kindern in Perthshire. Zu seinen Hobbys zählen Malen, Kochen und Reisen.

## Auszeichnungen
Im Jahr 2007 wurde Russell für den goldenen Dagger Award der britischen Crime Writers’ Association (CWA) nominiert, die größte Auszeichnung für Autoren von Kriminalromanen. Ebenfalls 2007 war Russell für den französischen Krimipreis SNCF Prix Polar nominiert. Weiterhin wurde er im Februar 2007 als derzeit (2016) einziger Ausländer, dem diese Auszeichnung verliehen wurde, mit dem prestigeträchtigen Polizeistern der Polizei Hamburg geehrt. Besagte Auszeichnung wird Personen verliehen, die sich um die Darstellung der Hamburger Polizei und ihrer Themen in der Öffentlichkeit verdient gemacht haben.
2008 gewann er den Dagger in the Library der CWA, mit dem der in öffentlichen Bibliotheken am meisten ausgeliehene lebende Krimiautor ausgezeichnet wird.

## Werke

### Jan Fabel Thriller Serie
1. Blood Eagle. Hutchinson (Random House), New York, 2005, ISBN 978-0-09-180014-7 (dt. Blutadler. Ehrenwirth (Lübbe), Bergisch Gladbach, 2006, ISBN 978-3-431-03623-7).
2. Brother Grimm. Hutchinson (Random House), New York, 2006, ISBN 978-0-09-179559-7 (dt. Wolfsfährte. Ehrenwirth (Lübbe), Bergisch Gladbach, 2007, ISBN 978-3-431-03697-8).
3. Eternal. Hutchinson (Random House), New York, 2007, ISBN 978-0-09-179699-0 (dt. Brandmal, Thriller. Ehrenwirth (Lübbe), Bergisch Gladbach, 2008, ISBN 978-3-431-03727-2).
4. The Carnival Master. Hutchinson (Random House), New York, 2009, ISBN 978-0-09-192142-2 (dt. Carneval. Ehrenwirth (Lübbe), Bergisch Gladbach, 2009, ISBN 978-3-431-03770-8).
5. The Valkyrie Song. Hutchinson (Random House), New York, 2009, ISBN 978-0-09-954794-5 (dt. Walküre. Ehrenwirth (Lübbe), Bergisch Gladbach, 1. Auflage April 2010, ISBN 978-3-431-03795-1).
6. A Fear of Dark Water. Hutchinson (Random House), New York, 2011, ISBN 978-0-09-192536-9 (dt. Tiefenangst. Ehrenwirth (Lübbe), Bergisch Gladbach, 1. Auflage Mai 2011, ISBN 978-3-431-03832-3)
7. The Ghosts of Altona. Quercus Publishing, 2015, ISBN 978-1-78087-492-0  (dt. Auferstehung. Rütten & Loening 1. Auflage August 2016, ISBN 978-3-352-00887-0)

### Lennox Reihe
1. Lennox. Quercus Publishing, 2009, ISBN 978-1-84724-966-1 (dt. Lennox. Bastei Lübbe, Bergisch Gladbach, 1. Aufl. Juli 2010, ISBN 978-3-404-16448-6).
2. The Long Glasgow Kiss. Quercus Publishing, 2010, ISBN 978-1-84724-968-5 (dt. Lennox' Rückkehr. Bastei Lübbe, Bergisch Gladbach, 1. Aufl. Februar 2012, ISBN 978-3-404-16627-5).
3. The Deep Dark Sleep. Quercus Publishing, 2011, ISBN 978-0-85738-180-4 (dt. Lennox' Der dunkle Schlaf. Bastei Lübbe, Bergisch Gladbach, 1. Aufl. Dezember 2012, ISBN 978-3-404-16752-4).
4. Dead Men and Broken Hearts. Quercus Publishing, 2012, ISBN 978-0-85738-184-2
5. The Quiet Death of Thomas Quaid. Quercus Publishing, 2016, ISBN 978-1-78087-488-3

### Christopher Galt
- Biblical. Quercus Publishing, 2014, ISBN 978-1-78087-480-7. (Paperback: The Third Testament. Quercus Publishing, 2015, ISBN 978-1-78087-483-8).

### Weitere Werke
- The Devil Aspect. Constable, 2019, ISBN 978-1-47212-833-1.
- Hyde. Constable, 2021, ISBN 978-1-47212-839-3.
- Devil's Playground. Ein Film, ein Fluch, ein tödliches Geheimnis. Rütten & Loening, Berlin 2024, ISBN 978-3-352-00994-5.

## Verfilmungen der Jan Fabel Thriller Serie
Fünf der sieben Romane wurden mit Peter Lohmeyer als Kriminalhauptkommissar Jan Fabel für das deutsche Fernsehen verfilmt:
| Film                                | Romanvorlage | Regie           | Drehbuchautor                          | Erstausstrahlung                                   |
| ----------------------------------- | ------------ | --------------- | -------------------------------------- | -------------------------------------------------- |
| Wolfsfährte                         | Wolfsfährte  | Urs Egger       | Daniel Martin Eckhart                  | 30. Oktober 2010                                   |
| Blutadler                           | Blutadler    | Nils Willbrandt | Daniel Martin Eckhart                  | 3. November 2012                                   |
| Brandmal                            | Brandmal     | Nicolai Rohde   | Nils Willbrandt und Nils-Morten Osburg | 19. September 2015                                 |
| Carneval – Der Clown bringt den Tod | Carneval     | Nicolai Rohde   | Nils-Morten Osburg                     | 21. Mai 2018 (ORF), 15. September 2018 (Das Erste) |
| Todesengel                          | Walküre      | Jakob Ziemnicki | Nils-Morten Osburg und Jakob Ziemicki  | 15. Dezember 2019                                  |